# Ернст I (герцог Саксен-Готи)
Ернст I Благочесний (нім. Ernst I. der Fromme, 25 грудня 1601 — 26 березня 1675) — герцог Саксен-Готський у 1640—1675 роках та Саксен-Альтенбурзький у 1672—1675 роках. Походив з Ернестинської лінії Веттінів. Член «Плодоносного товариства» від 1619 року.
Брав участь у Тридцятилітній війні як полковник шведської армії. Згодом — відбудовував країну після бойових дій. 
Засновник замку Фріденштайн (1643) та Готської наукової бібліотеки (1647).

## Біографія

### Ранні роки
Народився на Різдво 1601 року в Альтенбурзькому замку, ставши дев'ятою дитиною та дев'ятим сином в родині принца Йоганна Саксен-Веймарського, який фактично здійснював управління герцогством, та його дружини Доротеї Марії Ангальтської. Мав старших братів Йоганна Ернста, Фрідріха, Йоганна, Вільгельма, Альбрехта та Йоганна Фрідріха. Інші діти померли в ранньому віці до його народження. Згодом сімейство поповнилося трьома молодшими дітьми, з яких вижили сини Фрідріх Вільгельм і Бернхард.
За кілька місяців після його народження батько став герцогом Саксен-Веймару під іменем Йоганна III, втім вже у 1603 році він поділив землі зі своїм небожем Йоганном Філіпом. Помер у 1605, коли Ернсту було три роки. Матір більше не одружувалася.
Принц, разом із братами, отримав освіту під наглядом гофмайстра Каспара фон Тойтлебена та політика Фрідріха Хортледера. Навчався латині, історії, політиці та конституційному праву. У 1619 році був прийнятий до «Плодоносного товариства».
У жовтні 1631 року вступив до шведського війська у чині полковника, служив у кавалерійському полку. Брав участь в облозі Кенігсгофена, у битвах під Нюрнбергом, Лютценом та Ньордлінгеном. У 1633—1634 роках здійснював управління землями Вюрцбурзького та Бамберзького єпископств замість свого брата Бернхарда. Князь-єпископ, який згодом отримав свої землі назад, відзначав, що «герцог Ернст привів Вюрцбурзьку землю у кращий стан, ніж навіть якби він сам нею володів».
У віці 35 років узяв шлюб із 17-річною принцесою Саксен-Альтенбурзькою Єлизаветою Софією. Весілля відбулося 24 жовтня 1636 у Альтенбурзі. Шлюб виявився щасливим, у подружжя народилося вісімнадцятеро дітей.

### Правління

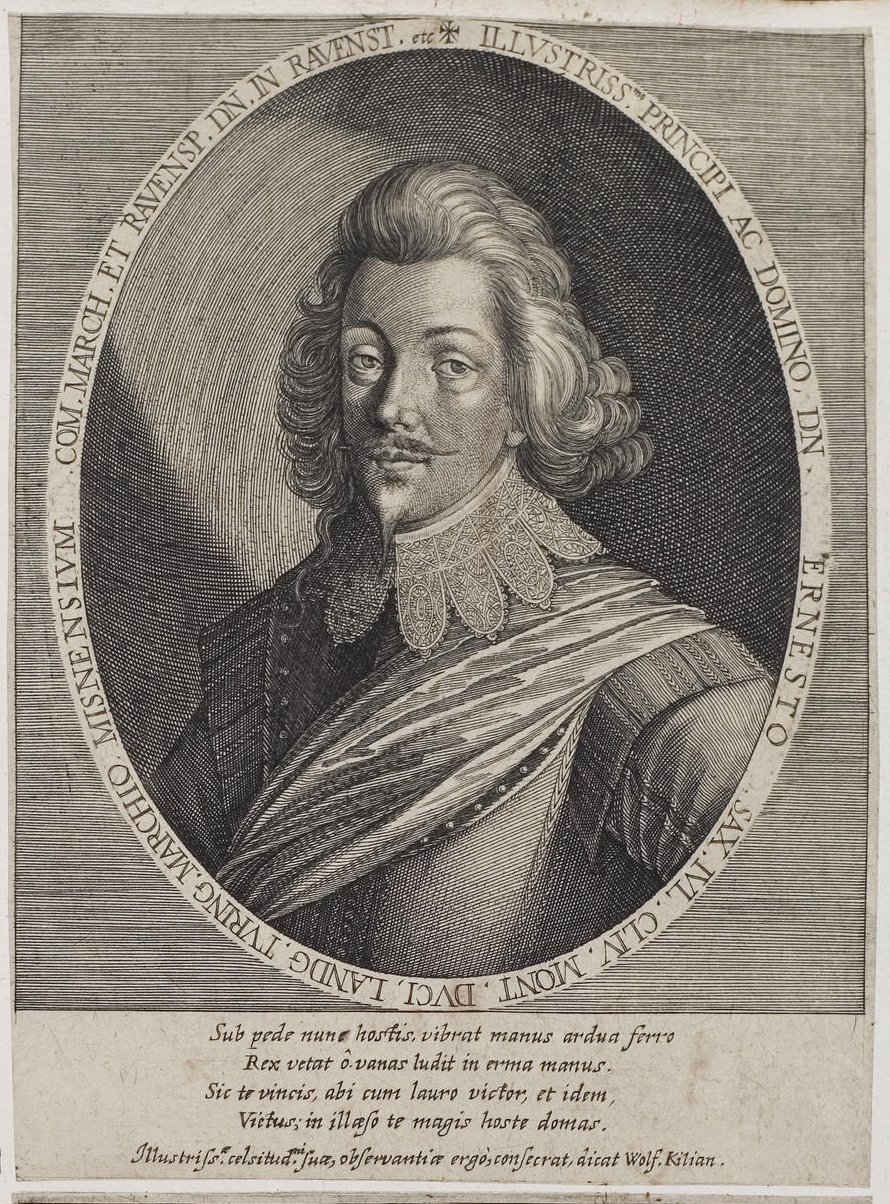
Ернст на гравюрі XVII ст

13 лютого 1640 року брати уклали договір про розподіл земель. Ернст вступив у володіння новоствореним Саксен-Готським герцогством. Столицею обрав місто Гота. Оскільки там не було відповідної резиденції, до 1646 року мешкав у замку Тенненберг у Вальтерсгаузені, на околиці Тюринзького лісу. 26 жовтня 1643 року заклав перший камінь нового замку Готи, який згодом отримав назву Фріденштайн. У 1650 році заснував монетний двір Готи у західному крилі будівлі. У 1654—1672 роках замок додатково укріплювався. Величезні розміри пояснювалися тим, що герцог праг, аби під одним дахом розташовувалися не лише житлові та представницькі приміщення, а й адміністрації, господарські приміщення, збройова палата, церква тощо. При дворі панувала сувора дисципліна.
Значно розширив території країни. Так, у 1644 році приєднав частину Саксен-Айзенаського герцогства після смерті бездітного брата Альбрехта, а у 1672 році — більшу частину Саксен-Альтенбургу за правом дружини.

Зберігав консенсус у відносинах зі станами. Прімогенітура не вводилася, оскільки протестантські князі вбачали у ній протиріччя Біблії щодо рівного ставлення до всіх синів. Ернст лише видав указ про розподіл доходів між своїми сімома синами, герцогство при цьому мало залишатися неподільним.

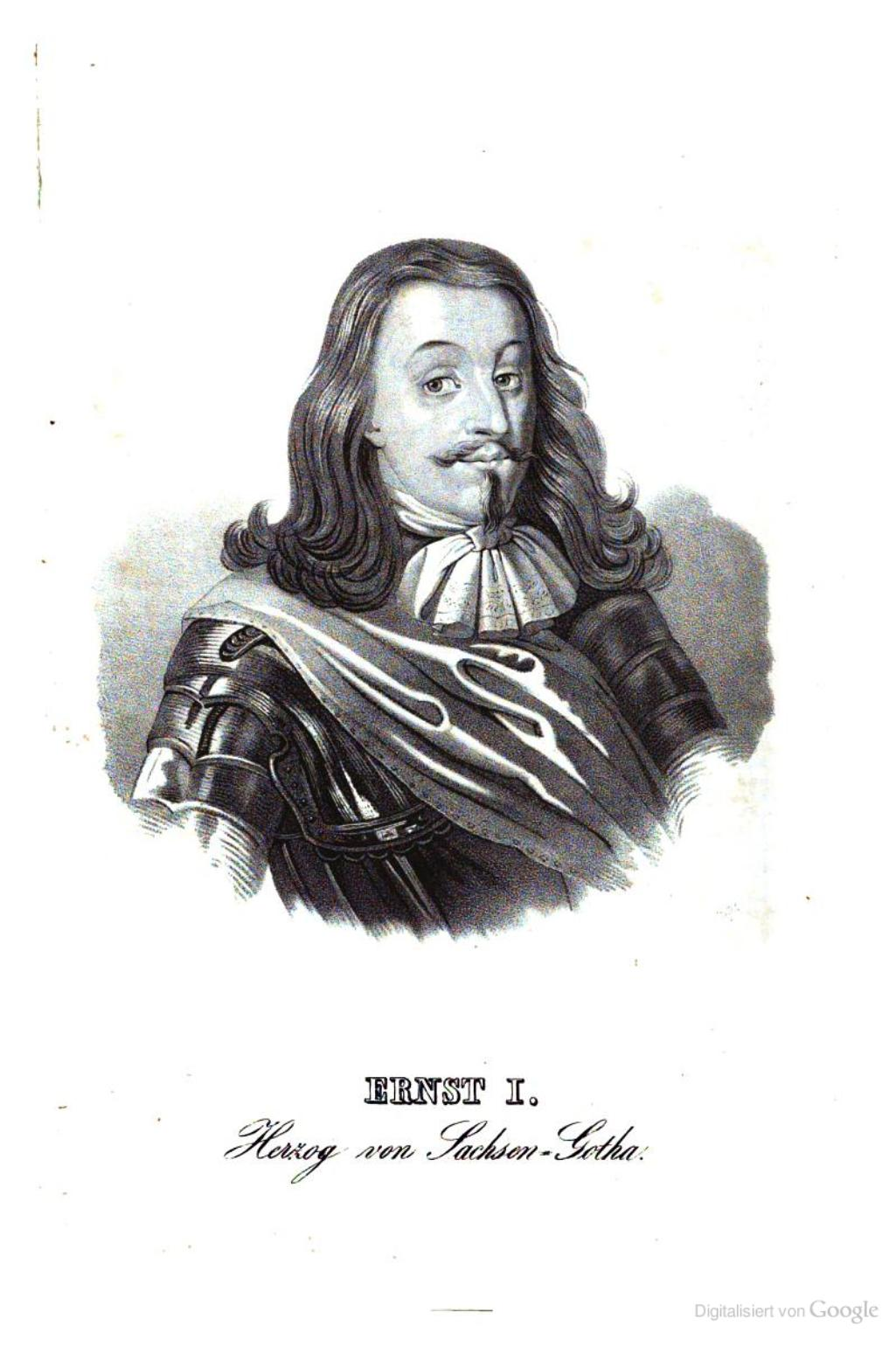
На гравюрі 1840 року

Намагався покращити на моральність, освіту та добробут громадян, виховати у підданих відповідальність перед Богом. У 1652 році запросив до двору ефіопського теолога Аббу Горгоріса, на службі у Готі перебував також вчений Хіоб Лудольф. Розвивалися промисловість, сільське господарстве, торгівля та комерція, регулювалося користування Тюринзьким лісом. Була оновлена митна система.
Провів низку реформ. У 1642 році запровадив обов'язкову освіту для дітей у віці 5—12 років, підтримував діяльність гімназії у Готі, видавав нові підручники, фінансував безкоштовну школу для лютеранської громади у Москві. Також була проведена реорганізація судової системи, були видані кілька уставів та створена спеціальна комісія нагляду за діяльністю судів, існувала медична поліція. Витрачав значні кошти на благоустрій міст та сіл, засновував численні церкви. Переслідуємим в інших країнах лютеранам надавав у герцогстві притулок. В ході полювання на відьом кілька осіб були страчені за часів правління Ернста.
Олівер Кромвель високо цінував його діяльність.
8 серпня 1674 герцог пережив інсульт. 26 березня 1675 року пішов з життя. Був похований у церкві Святої Маргарити у Готі. У 1728 році біля північної стіни церкви було встановлено сенотаф Ернста.

## Родина

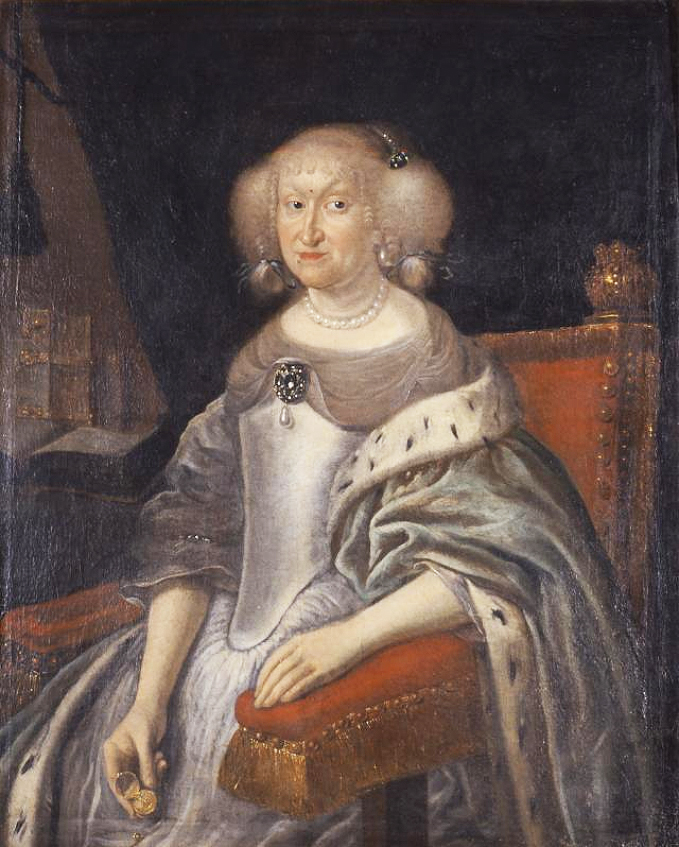
Портрет Єлизавети Софії пензля невідомого майстра, XVII століття, замок Фріденштайн

Дружина — Єлизавета Софія, принцеса Саксен-Альтенбурзькою, пішла з життя 20 грудня 1680 року.
Діти:
- Йоганн Ернст (18 вересня—27 листопада 1638) — прожив 2 місяці;
- Єлизавета Доротея (1640—1709) — дружина ландграфа Гессен-Дармштадтського Людвіга IV, мала восьмеро дітей;
- Йоганн Ернст (1641—1657) одруженим не був, дітей не мав;
- Крістіан ( 23 лютого 1642) — помер після народження;
- Софія (1643—1657) одружена не була, дітей не мала;
- Йоганна (1645—1657) одружена не була, дітей не мала;
- Фрідріх (1646—1691) — герцог Саксен-Гота-Альтенбургу, був двічі одружений, мав вісьмох дітей від першого шлюбу;
- Альбрехт (1648—1698) — герцог Саксен-Кобургу, був двічі одружений, мав єдиного сина, що помер немовлям;
- Бернхард (1649—1706) — герцог Саксен-Майнінгену, був двічі одружений, залишив дванадцятеро нащадків;
- Генріх (1650—1710) — герцог Саксен-Рьомхільду, був пошлюблений із Марією Єлизаветою Гессен-Дармштадтською, дітей не мав.
- Крістіан (1653—1707) — герцог Саксен-Айзенбергу, був пошлюблений із Крістіаною Саксен-Мерзебурзькою, а після її смерті — із Софією Марією Гессен-Дармштадтською, мав єдину доньку.
- Доротея Марія (1654—1682) одружена не була, дітей не мала;
- Ернст (1655—1715) — герцог Саксен-Хільдбургхаузену, був одружений із Софією Генрієттою фон Вальдек, мав п'ятьох дітей.
- Йоганн Філіп (1 березня—19 травня 1657) — прожив 2 місяці;
- Йоганн Ернст (1658—1729) — герцог Саксен-Кобург-Заальфельду, був двічі одружений, мав одинадцятеро дітей;
- Йоганна Єлизавета (2 вересня—18 грудня 1660) прожила 3 місяці;
- Йоганн Філіп (1661—1662) прожив 2 місяці;
- Софія Єлизавета  (19—23 травня 1663) прожила 4 дні.

## Вшанування пам'яті

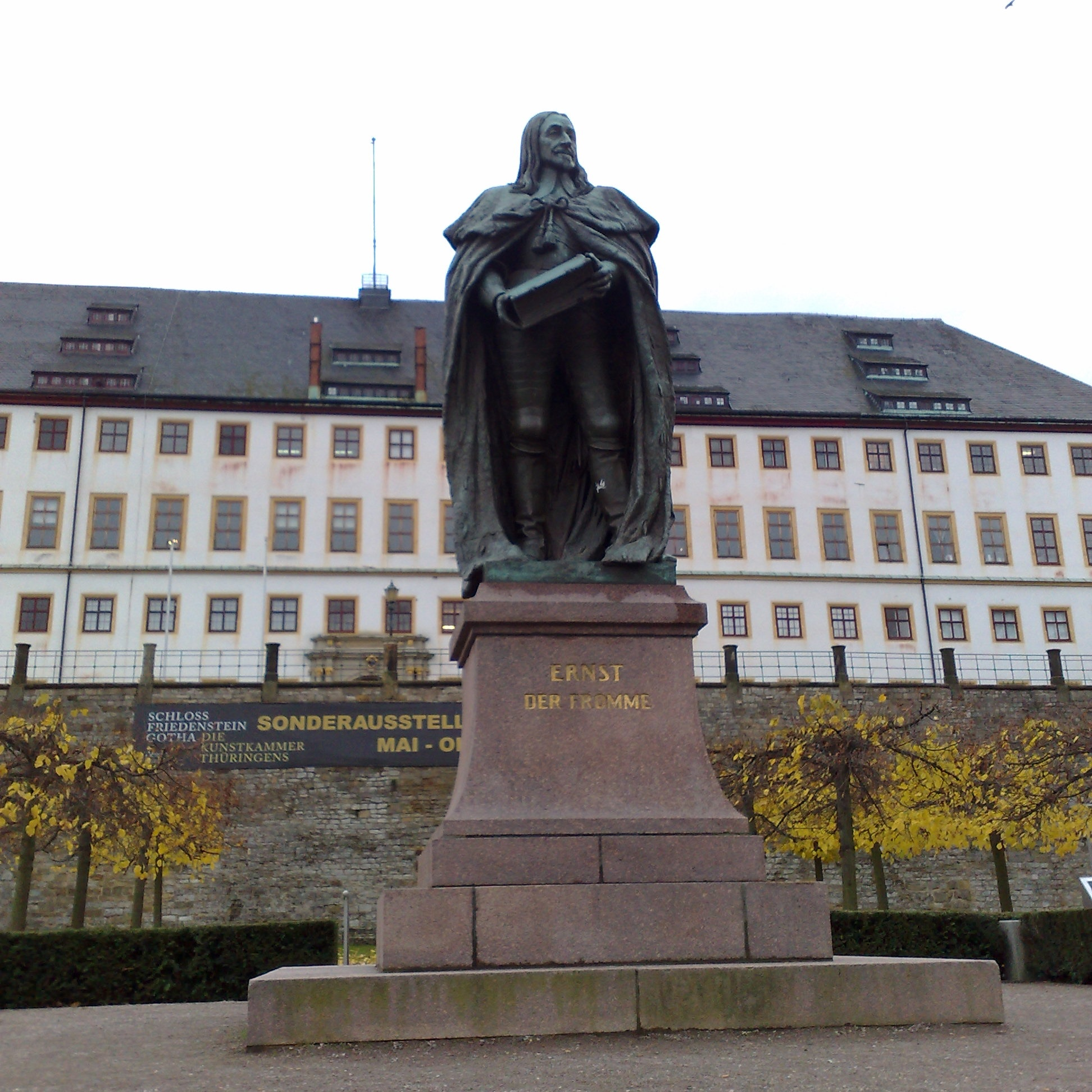
Пам'ятник Ернсту I

- Погруддя Ернста встановлено у меморіалі Валгалла у Донаустауфі.[4]
- 4 вересня 1904 року було відкрито бронзову статую Ернста біля замку Фріденштайн у Готі.